# Yahoo Maps
Yahoo Maps (Eigenschreibweise Yahoo! Maps, auch  Lokale Suche, Yahoo Routenplaner und Yahoo Lokal) war ein Internet-Geodatendienst von Yahoo, mit dem man Orte, Hotels und andere Objekte suchen konnte, um sie dann auf Abbildungen geographischer Daten sowie Satelliten- und Luftbildern betrachten zu können.

## Beschreibung
In Yahoo Maps ließen sich kostenlos Darstellungen von geographischen Daten wie bei anderen Internet-Geodatendiensten wie Google Maps und Bing Maps, Luftbilder und Satellitenbilder betrachten. Neben den bereitgestellten Daten ließen sich verschiedene Dienste nutzen, unter anderem zur Ortssuche und Routenplanung.

## Entwicklung und Historie
Am 16. Mai 2007 hatte Yahoo einen neuen Kartenstil freigegeben, der von der Firma Kartographie Cartifact entworfen wurde. Daten und Bilder wurden von Cartifact geliefert, darunter Funktionen wie das Relief, Oberflächeneigenschaften und Landabdeckungs-Farbtöne sowie die Hauptklimazonen.
Das Straßennetz und andere Vektordaten, die in Yahoo Maps verwendet wurden, stammten von den Firmen von Navteq, Tele Atlas und Public Domain. Detaillierte Straßennetz-Daten waren für die Vereinigten Staaten, Kanada, Puerto Rico, Jungferninseln  und den meisten europäischen Ländern verfügbar. Ländergrenzen, Städte und Gewässer wurden für den Rest der Erde abgebildet. Von der gesamten Erde waren Satellitenbilder verfügbar.
Yahoo Maps bot Stadtpläne und Wegbeschreibungen für die Vereinigten Staaten und Kanada. Einer der folgenden Funktionen waren zum Teil auch weltweit verfügbar:
- Adressbuch: Registrierte Benutzer bei Yahoo können ihre häufig verwendeten Adressen speichern.
- Live Straßenverkehr: Zwischenfall-Marker und aktuelle Autobahn-Bedingungen konnten auf der Darstellung angezeigt werden.
- Point of Interest Finder: SmartView (tm) konnte verwendet werden, um Unternehmen und andere Sehenswürdigkeiten in der Nähe der aktuellen Position zu finden, mit anklickbaren Symbolen mit Adresse, Telefonnummer und Links für weitere Informationen.
- Wegbeschreibung: Eine Anfahrt konnte gefunden werden. Links zu Wegbeschreibungen konnten per E-Mail verschickt werden.

Yahoo hat am 13. September 2011 seinen Kartendienst eingestellt und die Nutzung von Nokia Maps, des Kartendienstes von Nokia, empfohlen.

## Web Services
Entwickler konnten Yahoo Maps mit Hilfe der Yahoo Maps Entwickler-APIs in ihre eigenen Web-Seiten einbetten (bis zu einem Mashup erstellen):
- Flash-API: Nutzt die Adobe Flash-Plattform, so dass die Entwickler in JavaScript, ActionScript, Adobe Flex 1.5 schreiben können
- Ajax-API: für interaktive Karten ohne Flash-Plugin; Ajax-Anwendungen sind in JavaScript geschrieben
- Simple-API: Die Simple API ist im Grunde ein XML-Datenformat, eine Erweiterung von GeoRSS, zur Anzeige von Points-of-Interest